# Estret de Cook
L'estret de Cook (en anglès Cook Strait, en maori Raukawa Moana) es troba entre l'illa del Nord i l'illa del Sud de Nova Zelanda, i connecta el mar de Tasmània, a l'oest, amb l'oceà Pacífic, a l'est. Es troba orientat de nord-oest a sud-oest i té una amplada mínima de 22 km i es considera una de les aigües més perilloses i imprevisibles del món. A la seva riba nord hi ha Wellington, la capital de Nova Zelanda. Té una profunditat mitjana de 128 metres.
Rep el nom en honor del mariner anglès James Cook, el primer europeu que va passar per la zona el 1770.

## Geografia

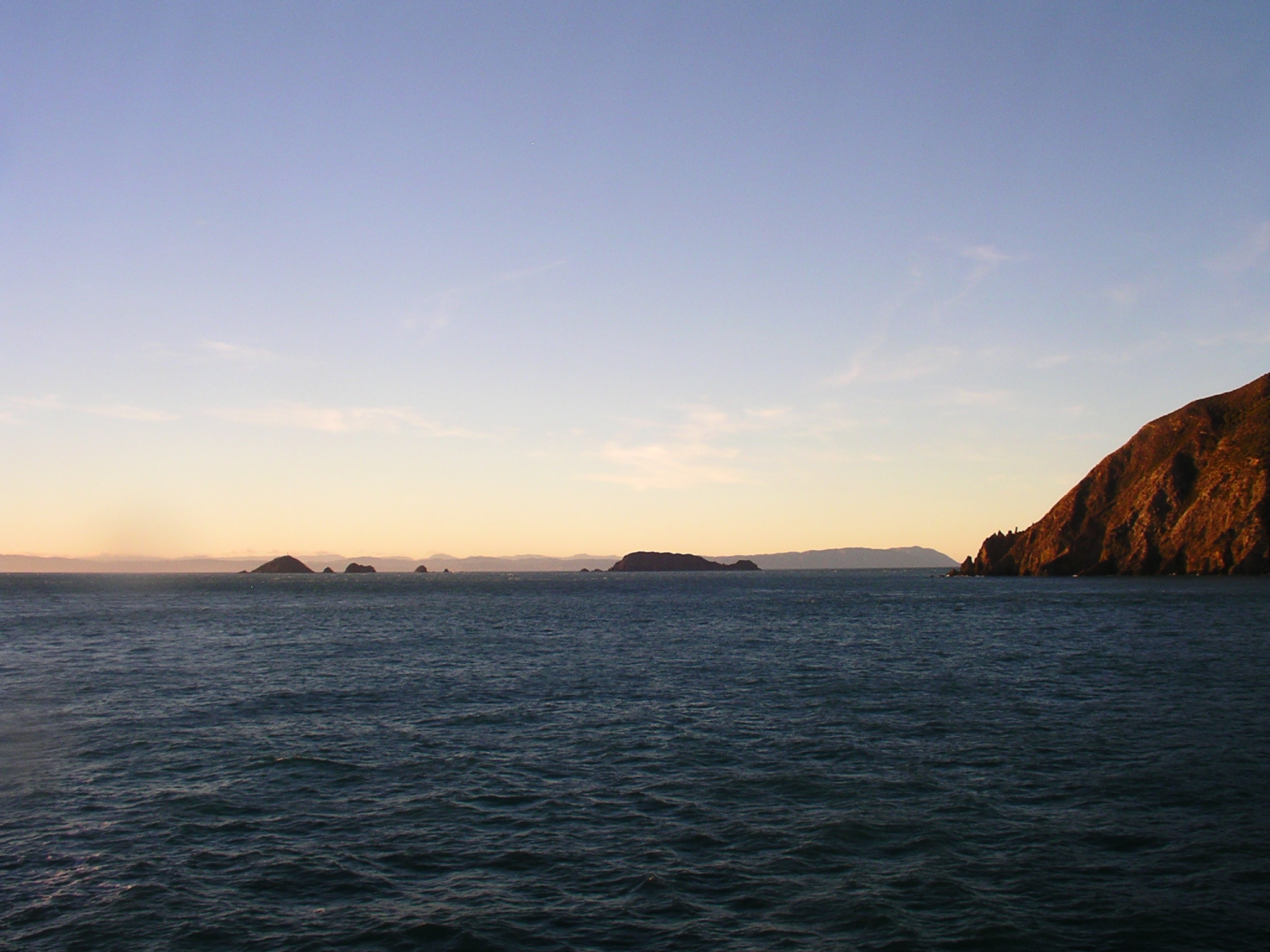
Vista des del cap Koamaru de les Illes Brothers amb la costa oest de Wellington a l'horitzó.

L'estret transcorre en direcció NW-SE, amb l'illa sud al costat oest i l'illa nord a l'est. En el seu punt més estret, 22 quilòmetres separen el cap Terawhiti a l'illa nord de Perano Head a l'illa d'Arapaoa als Marlborough Sounds. Perano Head es troba en realitat més al nord que el cap Terawhiti.
La costa oest (illa sud) transcorre 30 quilòmetres al llarg de Cloudy Bay i passa per davant de les illes i entrades dels Marlborough Sounds. La costa est (illa nord) transcorre 40 quilòmetres al llarg de la Palliser Bay, creua l'entrada del port de Wellington, passa per uns barris perifèrics de Wellington i continua uns altres 15 quilòmetres fins a la platja de Mākara.
The Brothers és un grup de petites illes de l'estret de Cook, a la costa est de l’illa d'Arapaoa. L'illa North Brother és un santuari per a la rara tuatara de les illes Brothers, mentre que a la més gran de les illes hi ha un far.
Les costes de l'estret de Cook a banda i banda estan compostes principalment per penya-segats escarpats. Les platges de Cloudy Bay, Clifford Bay i Palliser Bay baixen suaument fins als 140 metres, on hi ha un altiplà submarí més o menys extens. La resta de la topografia inferior és complexa. A l'est es troba el canyó de l'estret de Cook amb parets escarpades que baixen cap a l'est fins a les profunditats batials de la fosa de Hikurangi. Al nord-oest hi ha la conca de Narrows, on l’aigua té una profunditat de 300 i 400 metres. Fisherman's Rock, a l'extrem nord de la conca de Narrows, s'eleva uns pocs metres de la marea baixa i està marcada per les onades que es trenquen quan fa mal temps. Una vall submarina relativament poc profunda es troba a l'extrem nord dels Marlborough Sounds. La topografia inferior és particularment irregular al voltant de la costa de l'illa sud, on la presència d'illes, roques submarines i les entrades als Sounds, creen remolins violents. L'estret té una profunditat mitjana de 128 metres.
Les illes Sud i Nord es van unir durant l'última era glacial.

## Oceanografia
Les aigües de l'estret de Cook estan dominades per forts corrents de marea. El flux de marees a través de l'estret de Cook és inusual en el fet que l'elevació de les marees als extrems de l'estret estan gairebé exactament desfasades entre si, de manera que l'aigua alta d'un costat es troba amb l'aigua baixa de l'altre. Això es deu al fet que el principal component de la marea lunar M2 que es produeix aproximadament dues vegades al dia (en realitat cada 12,42 hores) circula en sentit antihorari per Nova Zelanda i està desfasat a cada extrem de l'estret (vegeu l'animació a la dreta). Al costat de l'Oceà Pacífic, la marea alta es produeix cinc hores abans que es produeixi al costat del mar de Tasmania. Per un costat hi ha la marea alta i per l’altra la marea baixa. La diferència de nivell del mar pot conduir corrents de marea fins a 2,5 metres per segon (5 nusos) a través de l'estret de Cook.
Malgrat els forts corrents, hi ha un canvi d'alçada de marea gairebé nul al centre de l'estret. En lloc de la pujada de marees que flueix en una direcció durant sis hores i després en la direcció inversa durant sis hores, una pujada particular pot durar vuit o deu hores amb la pujada inversa afeblida. En condicions climàtiques especialment tormentoses, l'onatge invers es pot anul·lar i el flux pot romandre en la mateixa direcció durant tres períodes d'onatge o més. Això s'indica a les cartes marines de la regió. A més, les dorsals submarines que surten de la costa compliquen el flux i la turbulència de l'oceà.
Hi ha nombrosos models informàtics del flux de marea a través de l'estret de Cook. Tot i que els components de les marees són fàcilment realitzables, el flux residual és més difícil de modelar.

## Història
Fa aproximadament 18.000 anys, durant l'últim màxim glacial, quan el nivell del mar era més de 100 metres més baix que els nivells actuals, l'estret de Cook era un port profund de l'oceà Pacífic, desconnectat del mar de Tasmània per les vastes planes costaneres que es van formar a la badia sud de Taranaki. que connectava les illes nord i sud. El nivell del mar va començar a pujar fa 7.000 anys, separant finalment les illes i unint l'estret de Cook amb el mar de Tasmània.
En la llegenda maorí, l'estret de Cook va ser descobert pel navegant Kupe. Kupe va seguir en la seva canoa un pop monstruós anomenat Te Wheke-a-Muturangi a través de l'estret de Cook i el va destruir al canal Tory oa Pātea.
Quan l'explorador holandès Abel Tasman va veure per primera vegada Nova Zelanda l'any 1642, va pensar que l'estret de Cook era un golf tancat a l'est. El va anomenar Zeehaen's Bight, en honor al Zeehaen, un dels dos vaixells de la seva expedició. El 1769 James Cook va establir que era un estret, que formava una via navegable.
Durant la Dècada de 1820, Te Rauparaha va liderar una migració maorí a la regió de l'estret de Cook i la conquesta i l'assentament.
A partir de 1840 van sorgir assentaments més permanents, primer a Wellington, després a Nelson i a Whanganui (Petre). En aquest període, els colons van veure l'estret de Cook en un sentit més ampli que els neozelandesos actuals orientats als ferris: per a ells l'estret s'estenia des de Taranaki fins al cap Campbell, de manera que aquestes primeres ciutats s'agrupaven al voltant de "Cook Strait" (o "Cook's Strait", en l'ús anterior a la Junta Geogràfica de l'època) com a element central i via fluvial central de la nova colònia.
El 1866, es va col·locar el primer cable telegràfic a l'estret de Cook, connectant el sistema de telègrafs de l'illa del Sud amb Wellington.

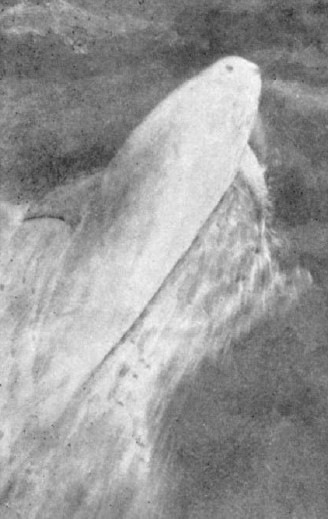
Pelorus Jack

Entre 1888 i 1912, un dofí de Risso anomenat Pelorus Jack es va fer famós per conèixer i escortar vaixells al voltant de l'estret de Cook. Pelorus Jack es va veure habitualment a la badia de l'Almirallat entre Cape Francis i Collinet Point, prop de French Pass, un canal utilitzat pels vaixells que viatjaven entre Wellington i Nelson. Pelorus Jack també és recordat després d'haver estat objecte d'un intent d'assassinat fallit. Més tard va ser protegit per una llei de Nova Zelanda de 1904.
En èpoques en què Nova Zelanda temien una invasió, es van construir diverses fortificacions costaneres per defensar l'estret de Cook. Durant la Segona Guerra Mundial, es van construir instal·lacions d'armes a Wrights Hill, darrere de Wellington. Aquestes armes podrien abastar 28 km a través de l'estret de Cook. A més tretze es van construir instal·lacions d'armes al voltant de Wellington, al llarg de la costa de Mākara i a les entrades dels Marlborough Sounds. Encara es poden veure les restes de la majoria d'aquestes fortificacions.
El far de Pencarrow Head va ser el primer far permanent construït a Nova Zelanda. La seva primera portera, Mary Jane Bennett, va ser l'única guardiana del far de la història de Nova Zelanda. El far va ser donat de baixa el 1935 quan va ser substituït pel far de Baring Head.
Diversos vaixells han naufragat amb importants pèrdues de vides, com el Maria el 1851, el City of Dunedin el 1865, el St Vincent el 1869, el Lastingham el 1884, SS Penguin el 1909 i TEV Wahine el 1968.

## Cronologia
- Segons la mitologia, el mític navegant Kupe segueix, amb la seva canoa, el pop Te Wheke-a-Muturangi a través de l'estret de Cook.
- 1642: Abel Tasman va confondre l'estret de Cook amb una cala.
- 1769: James Cook va establir que era un estret.
- 1822: Ngati Toa va emigrar a la regió de l'estret de Cook, dirigit per Te Rauparaha.
- 1831: Estació de caça de balenes establerta al canal Tory.
- 1851: El vaixell Maria es va enfonsar a les roques del cap Terawhiti i van morir 26 persones.
- 1855: Terratrèmol sever a banda i banda de l'estret de Cook.
- 1865: El PS City of Dunedin es va enfonsar a l'estret de Cook i van morir 39 persones.
- 1866: S'estén el cable telegràfic submarí de l'estret de Cook.
- 1869: El St Vincent va naufragar a la badia de Palliser i van morir 20 persones.
- 1879: El Kangaroo va col·locar el primer cable telegràfic a través de l'estret de Cook.
- 1884: El Lastingham va naufragar a Cape Jackson i van morir 18 persones.
- 1904: Jack Pelorus va ser protegit per la llei de Nova Zelanda
- 1909: El SS Penguin va naufragar a l'estret de Cook i van morir 75 persones.
- 1920: Primer vol en avió a través de l'estret de Cook.
- 1935: Comencen els serveis aeris a través de l'estret de Cook.
- 1962: Comença el servei de ferrocarril per l'estret de Cook.
- 1962: Barrie Devenport neda l'estret.
- 1964: Es col·loquen els cables d'alimentació de l'estret de Cook.
- 1968: El TEV Wahine va naufragar a l'entrada del port de Wellington i van morir 53 persones.
- 1975: Lynne Cox es va convertir en la primera dona a nedar l'estret.
- 1979: Paul Caffyn va travessar l'estret amb un caiac de mar.
- 1984: Philip Rush va nedar l'estret per totes dues bandes.
- 1984: Meda McKenzie es va convertir en la primera dona a nedar l'estret en ambdues direccions.
- 1991: Es col·loquen cinc nous cables d’alimentació i comunicació
- 1994: El primer servei de ferri ràpid va començar a funcionar a través de l'estret de Cook.
- 2002: Es van col·locar dos cables de comunicacions més.
- 2005: La fragata retirada HMNZS Wellington va ser enfonsada a Wellington com un escull artificial.
- 2008: Es va concedir autorització a Neptune Power per instal·lar una turbina experimental de corrent de marees submarina de 10 milions de dòlars capaç de produir un megawatt.
- 2008: Energy Pacifica sol·licita autorització per instal·lar fins a 10 turbines marines, cadascuna de les quals pot produir fins a 1,2 MW, prop de l'entrada de l'estret de Cook, al canal Tory.
- 2013: Dos grans terratrèmols de 6,5 i 6,6 a l'escala de Richter van assolar l'estret de Cook, causant danys importants a la ciutat de Seddon, amb danys lleus a moderats a Wellington.